# Фалфан
Фалфан — река в России, протекает в Рутульском районе Дагестана. Длина реки составляет 15 км. Площадь водосборного бассейна — 51,3 км².
Начинается на южном склоне хребта Ханеку, от истока течёт на восток, затем у подножия горы Кузайдаг поворачивает на север. Устье реки находится в 121 км по правому берегу реки Самур в селе Хлют.

## Данные водного реестра
По данным государственного водного реестра России относится к Западно-Каспийскому бассейновому округу, водохозяйственный участок реки — Самур. Речной бассейн реки — Самур.
Код объекта в государственном водном реестре — 07030000412109300002354.